# Na půdě aneb Kdo má dneska narozeniny?
Na půdě aneb Kdo má dneska narozeniny? je český animovaný film Jiřího Barty z roku 2009. Je vytvořen rukodělnou animací s malým podílem digitálních triků. Ve filmu ožívají hračky a jiné předměty pohozené na půdě. Společenství kolem panenky Pomněnky, medvídka Muchy, skřítka Šubrta či myšky Sklodowské narušuje „Vládce Říše Zla“ tzv. Hlava (Jiří Lábus).
Od 4. do 28. března 2009 proběhla v Galerii Lazarská výstava loutek a rekvizit k filmu.
Dvanáctiminutový film o filmu natočil Miloslav Šmídmajer.
Jiří Barta získal za práci na filmu Českého lva 2009 za nejlepší výtvarný počin.
V roce 2015 měla v plzeňském Divadle Alfa premiéru stejnojmenná inscenace na motivy filmu. Režíroval ji také Jiří Barta.

## Recenze
- Iva Hejlíčková, Aktuálně.cz [3]
- Pavel Němec, Premiere  [4]
- Iva Přivřelová, Filmweb.cz  [5]
- Martin Miklošovič, NeKultura.cz  [6]